# Cristián Cuevas
Cristián Alejandro Cuevas Jara (Rancagua, 2 aprile 1995) è un calciatore cileno, centrocampista dell’Universidad Católica.

## Carriera

### Club
Cresciuto calcisticamente nell'O'Higgins, con cui ha anche giocato per due stagioni in prima squadra nella massima serie cilena, nell'estate del 2013 è passato a titolo definitivo agli inglesi del Chelsea per una cifra di circa 1,7 milioni di sterline.
Passa subito in prestito al Vitesse, con cui non gioca mai con la prima squadra, scendendo in campo solo in alcune partite con la squadra Under-19. A gennaio 2014 passa sempre in prestito all'FC Eindhoven, squadra della seconda serie olandese; qui segna un gol in 15 partite. Successivamente passa in prestito all'Universidad de Chile.
Nell'estate 2015 passa in prestito al Sint-Truiden dove raccoglie 28 presenze. Il 31 agosto 2016 passa nuovamente in prestito ai belgi dopo aver effettuato la preparazione estiva con i Blues allenati da Antonio Conte.

### Nazionale
Ha partecipato con la sua nazionale sia al campionato sudamericano Under-20 del 2013 che al Mondiale Under-20 dello stesso anno; il 25 aprile 2013 ha ricevuto la sua prima convocazione con la nazionale maggiore, restando in panchina in una partita amichevole pareggiata per 2-2 contro il Brasile. Nel 2015 ha poi partecipato ad un ulteriore campionato sudamericano Under-20.
Fa il suo esordio con la nazionale maggiore l'8 febbraio 2025 nell'amichevole contro Panama vinta 6-1.

## Statistiche

### Cronologia presenze e reti in nazionale
| Cronologia completa delle presenze e delle reti in nazionale ― Cile | Cronologia completa delle presenze e delle reti in nazionale ― Cile | Cronologia completa delle presenze e delle reti in nazionale ― Cile | Cronologia completa delle presenze e delle reti in nazionale ― Cile | Cronologia completa delle presenze e delle reti in nazionale ― Cile | Cronologia completa delle presenze e delle reti in nazionale ― Cile | Cronologia completa delle presenze e delle reti in nazionale ― Cile | Cronologia completa delle presenze e delle reti in nazionale ― Cile |
| Data                                                                | Città                                                               | In casa                                                             | Risultato                                                           | Ospiti                                                              | Competizione                                                        | Reti                                                                | Note                                                                |
| ------------------------------------------------------------------- | ------------------------------------------------------------------- | ------------------------------------------------------------------- | ------------------------------------------------------------------- | ------------------------------------------------------------------- | ------------------------------------------------------------------- | ------------------------------------------------------------------- | ------------------------------------------------------------------- |
| 8-2-2025                                                            | Santiago del Cile                                                   | Cile                                                                | 6 – 1                                                               | Panama                                                              | Amichevole                                                          | -                                                                   | 57’ 73’                                                             |
| Totale                                                              |                                                                     | Presenze                                                            | 1                                                                   |                                                                     | Reti                                                                | 0                                                                   |                                                                     |